# Ferronave
Ferronave es el nombre que recibió el Departamento Marítimo de la Empresa de los Ferrocarriles del Estado, creado en 1938 y que inicialmente estaba encargado del transporte marítimo entre Puerto Montt y Punta Arenas, extendiéndose posteriormente a las costas de todo Chile.

## Historia
En 1938 José Moreno Johnstone fue comisionado por el gobierno para organizar el servicio marítimo de la Empresa de los Ferrocarriles del Estado que permitiera conectar la provincia de Aysén con el resto de Chile, iniciando su actividad en Puerto Aysén el 22 de noviembre al llegar proveniente de Puerto Montt en el barco «Colo Colo». Un año antes el Departamento de Ferrocarriles de la Dirección General de Obras Públicas había presentado su primer proyecto de una línea de ferrocarril para unir Osorno con el lago General Carrera, el cual daría pie a que en 1952 fuera presentado un plan ferroviario en las provincias de Aysén y Chiloé, que finalmente nunca se materializó.
Siendo Orestes Frödden el primer director de Ferronave, el 31 de diciembre de 1938 se realizó el viaje inaugural a cargo del vapor «Tenglo», zarpando desde Puerto Montt y arribando a Puerto Aysén el 3 de enero de 1939. La forma legal fue entregada mediante el Decreto Supremo 1817 del Ministerio de Relaciones Exteriores y Comercio, promulgado el 27 de octubre de 1939.
Su flota inicial estaba compuesta por los barcos a vapor «Puyehue», «Villarrica», «Viña del Mar», «Alondra», «Moraleda», «Taitao», «Tenglo», «Lemuy», «Dalcahue», «Chacao», «Trinidad», y posteriormente la nave «Austral», la cual fue adquirida a la Sociedad Ganadera Cisne. Se realizaban servicios turísticos hacia la laguna San Rafael, y en la estación Puerto Montt se contaba con un servicio de microbuses y camiones que trasladaban a los pasajeros y su equipaje desde la terminal ferroviaria hasta la zona de embarque en el puerto naviero.
Hacia 1943 Ferronave poseía una ruta desde Punta Arenas hasta Arica que utilizaba la flota compuesta por los vapores «Alondra», «Puyehue», «Villarrica» y «Viña del Mar», realizando escalas en Puerto Natales, Puerto Bories, Chonchi, Castro, Ancud, Puerto Montt, Corral, Coronel (Lota), Talcahuano, Tomé, San Antonio, Valparaíso, Coquimbo, Huasco, Caldera, Chañaral, Taltal, Antofagasta, Tocopilla e Iquique. Poseía además cinco líneas en el sur que eran servidas por los vapores «Taitao», «Tenglo», «Lemuy», «Dalcahue», «Chacao» y «Trinidad»:
- Línea 1, Puerto Montt-Ancud, con salida los jueves y escalas en Huar, Calbuco, Linao, Manao, Chacao y Carelmapu; se sumaba también una salida los domingos con escalas en Huar, Calbuco, Colaco, Chayahué, Pargua, Chacao y Carelmapu.
- Línea 2, Puerto Montt-Ralún, con escalas en Lenca, Chaica, Chaparano, Llaguepe, Yates, Río Puelo, San Luis y Cochamó.
- Línea 3, Puerto Montt-Dalcahue, con escalas en Contao, Rolecha, Hualaihué, Llanchid, Río Negro, Llancahué, Ayacara, Buill, Chumeldén, Chana, Chaitén, Talcán, Chulín, Chaulinec y Achao.
- Línea 4, Puerto Montt-Puerto Aysén, con escalas en Calbuco, Quemchi, Quicaví, Meulín, Quenac, Achao, Chaulinec, Chelín, Quehui, Puqueldón, Castro, Chonchi, Queilen, Huildad, Quellón, Melinka, Bajo Palena, Puyuhuapi y Río Cisnes.
- Línea 5, Puerto Montt-Puerto Aysén, con escalas en Quemchi, Mechuque, Tenaún, Quetalco, Dalcahue, Curaco de Vélez, Rilán, Puqueldón, Castro, Chonchi, Queilen, San Juan de Chadmo, Huildad, Quellón, Melinka, Puyuhuapi, Río Cisnes, Puerto Lagunas y Huichas.

Ferronave fue reemplazada por la Empresa Marítima del Estado mediante el Decreto con Fuerza de Ley 388 del 27 de julio de 1953.